# Ditrisis

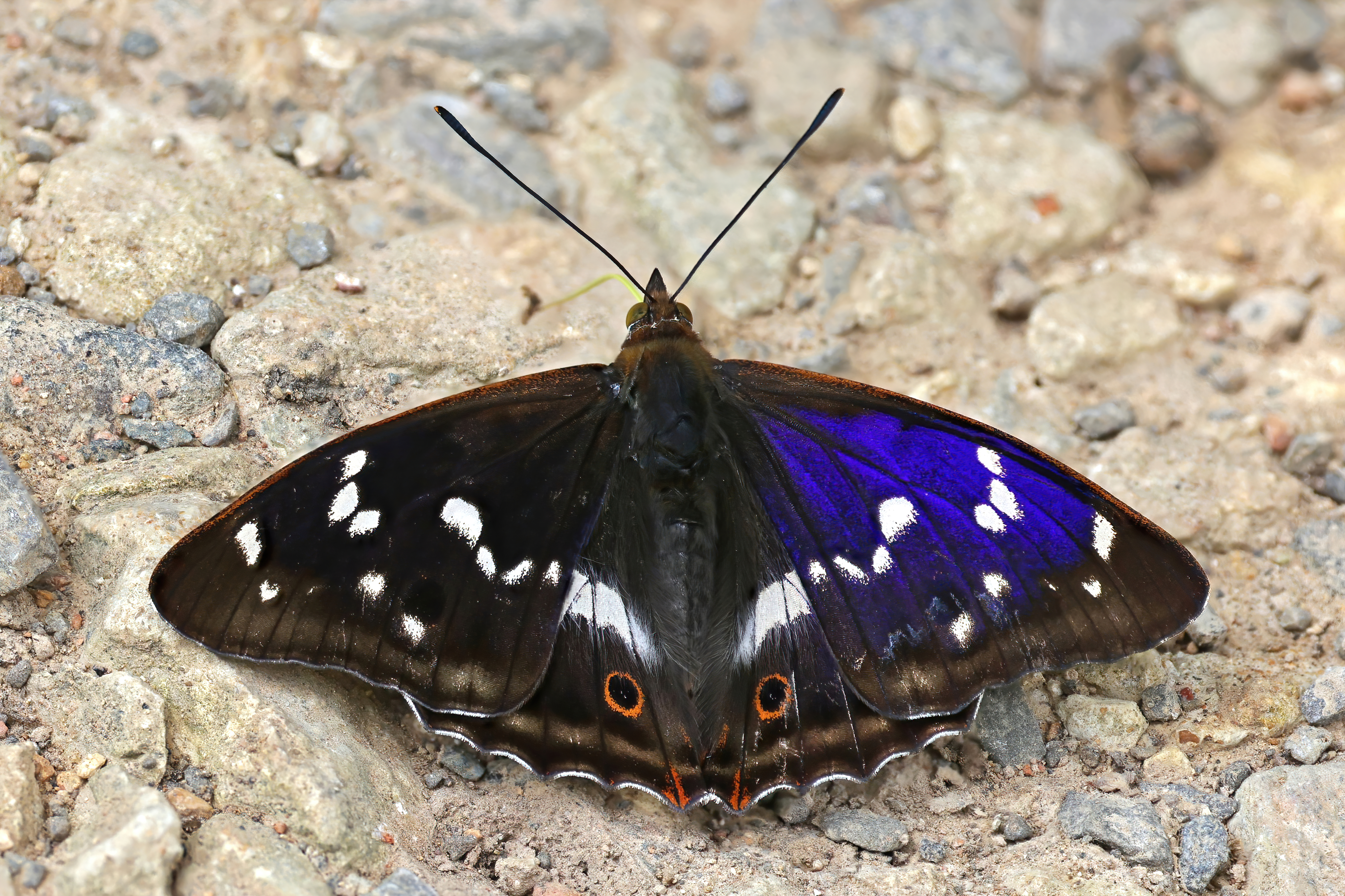
Apatura iris (Nymphalidae)

Els ditrisis (Ditrysia) són un grup natural o clade de lepidòpters heteroneures, sense rang taxonòmic. Conté totes les papallones i la majoria de les arnes. S'anomenen així perquè la femella té dues obertures sexuals diferents: una per a l'aparellament i l'altra per a la posta d'ous (a diferència dels "monotrisis").
Al voltant del 98% de les espècies descrites de lepidòpters pertanyen a Ditrysia. Les larves s'alimenten de plantes mentre que els adults s'alimenten de nèctar o no s'alimenten. Tenen un paper clau en els biosfera actuant com a consumidors primaris, pol·linitzadors i preses als ecosistemes terrestres, i alguns són temibles plagues extremadament perjudicials per l'agricultura.
Els ditrisis poden dividir en els "microlepidòpters", primitius i parafilètics, i els derivats i monofilètics Apoditrysia, que inclouen majoritàriament arnes més grans, així com les papallones diürnes.

## Taxonomia
Els clade dels ditrisis inclou diversos subclades i 26 superfamílies:
Clade Ditrysia Börner, 1925
- Superfamília Tineoidea Latreille, 1810
- Superfamília Gracillarioidea Stainton, 1854
- Superfamília Yponomeutoidea Stephens, 1829
- Clade Apoditrysia Minet, 1983
  - Superfamília Simaethistoidea Minet, 1991
  - Superfamília Gelechioidea Stainton, 1854
  - Superfamília Alucitoidea Leach, 1815

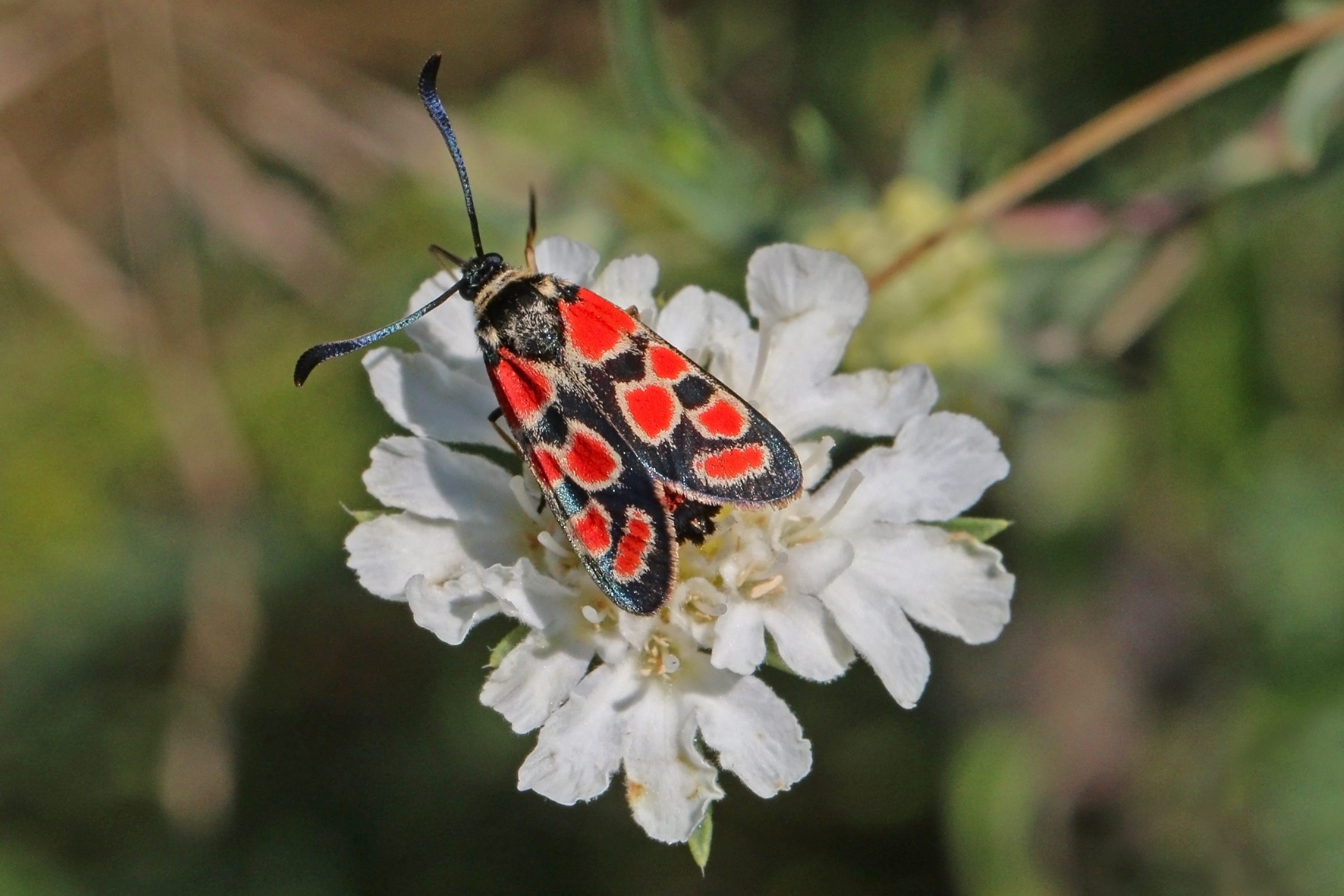
Zygaena carniolica (Zygaeinidae)

  - Zygaena carniolica (Zygaeinidae)Superfamília Pterophoroidea Latreille, 1802
  - Superfamília Carposinoidea Walsingham, 1897
  - Superfamília Schreckensteinioidea Fletcher, 1929
  - Superfamília Epermenioidea Spuler, 1910
  - Superfamília Urodoidea Kyrki, 1988
  - Superfamília Immoidea Common, 1979
  - Superfamília Choreutoidea Stainton, 1858

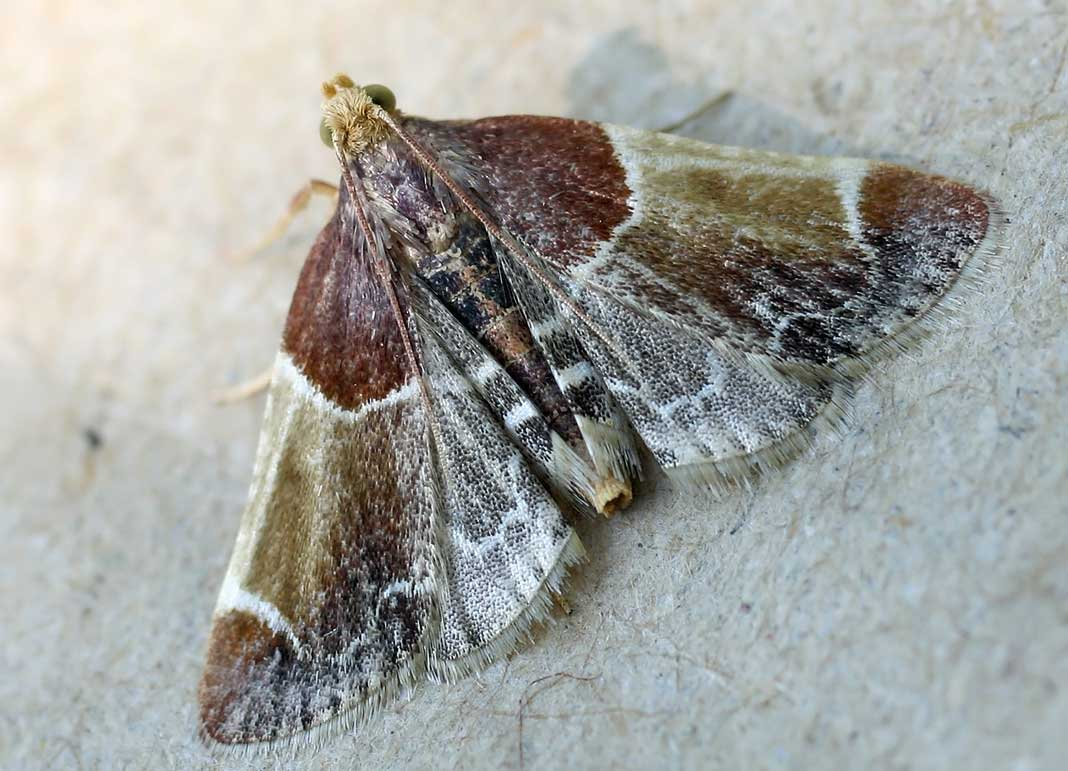
Pyralis farinalis (Pyralidae)

  - Pyralis farinalis (Pyralidae)Superfamília Galacticoidea Minet, 1986
  - Superfamília Tortricoidea Latreille, 1802
  - Superfamília Cossoidea Leach, 1815
  - Superfamília Zygaenoidea Latreille, 1809
  - Clade Obtectomera Minet, 1986
    - Superfamília Whalleyanoidea Minet, 1991
    - Superfamília Thyridoidea Herrich-Schäffer, 1846
    - Superfamília Hyblaeoidea Hampson, 1903
    - Superfamília Calliduloidea Moore, 1877
    - Superfamília Papilionoidea Latreille, 1802
    - Superfamília Pyraloidea Latreille, 1809
    - Superfamília Mimallonoidea Burmeister, 1878
    - Clade Macroheterocera Chapman, 1893
      - Superfamília Drepanoidea Boisduval, 1828
      - Superfamília Lasiocampoidea Harris, 1841
      - Superfamília Bombycoidea Latreille, 1802
      - Superfamília Geometroidea Leach, 1815
      - Superfamília Noctuoidea Latreille, 1809